# Хипервитаминоза
Хипервитаминоза је назив за вишак витамина у организму. Када је капацитет резерви витамина презасићен, вишак витамина се елиминише преко бубрега, али у том случају може доћи до хипервитаминозе. Ово не важи за липосолубилне витамине коју се разлажу у мастима.

## Облици

### Хипервитаминоза витамина А
Нагомилавање витамина А одражава се кроз акутна обољења, као што су: едем мозга и можданих овојница или кроз хронична обољења, попут бола у костима и зглобовима.

### Хипервитаминоза витамина Д
Због нагомилавања витамина Д могу се појавити тешке последице на бубрезима, услед депортовања калцијумових соли.